# Amadou Diallo (Offizier)
Amadou Diallo (* 11. März 1963 in Niamey) ist ein nigrischer Offizier und Politiker.

## Leben
Amadou Diallo besuchte die Grundschule in seiner Geburtsstadt Niamey und anschließend die Mittelschule, die er im Jahr 1981 abschloss. Im selben Jahr wurde er Mitglied der Streitkräfte Nigers. Er ging von 1982 bis 1985 auf die Königliche Militärakademie in Meknès in Marokko und machte von 1985 bis 1986 eine Ausbildung bei der Brigade de sapeurs-pompiers de Paris in Frankreich. Diallo arbeitete ab 1986 bei der Feuerwehr in Niger und wurde noch im selben Jahr stellvertretender Kommandant der Feuerwehr-Kompanie von Niamey, 1989 schließlich deren Kommandant. Ab 1995 war er als Direktor für Zivilschutz im Innenministerium tätig.
Der nigrische Staatspräsident Ibrahim Baré Maïnassara kam am 9. April 1999 bei einem Militärputsch ums Leben. Amadou Diallo wurde Mitglied der am 11. April 1999 gebildeten 14-köpfigen Militärjunta, des Rats der nationalen Versöhnung unter dem Vorsitz von Daouda Malam Wanké, der Niger bis Dezember 1999 regierte. Diallo wirkte von 21. April 1999 bis 15. September 2001 als Präfekt-Präsident des Gemeindeverbunds Niamey, was einem (ernannten) Bürgermeister entsprach. Danach war er zunächst technischer Berater im Innenministerium. Im Jahr 2002 wurde er Generaldirektor für Zivilschutz und erreichte den Dienstgrad eines Oberstleutnants. Diallo wurde im Jahr 2006 für eine Amtszeit von vier Jahren zum Präsidenten des nationalen Fußballverbands Fédération Nigérienne de Football gewählt. Er trat im Jahr 2009 zurück, nachdem der Verband den Fußballspieler Boubacar Talatou mit einer falschen Altersangabe an der U-17-Fußball-Afrikameisterschaft 2009 teilnehmen hatte lassen.
Am 18. Februar 2010 wurde Staatspräsident Mamadou Tandja bei einem Militärputsch abgesetzt und eine neue Militärjunta, der Oberste Rat für die Wiederherstellung der Demokratie unter der Führung von Salou Djibo, übernahm die Macht im Staat. Amadou Diallo, der inzwischen den Rang eines Obersts innehatte, wurde erneut Mitglied der Junta. Er wirkte als Regierungskommissar beim Militärtribunal. In der am 1. März 2010 gebildeten Übergangsregierung unter Premierminister Mahamadou Danda bekleidete er außerdem das Amt des Infrastrukturministers. In seine Amtszeit als Minister fiel die Übergabe des Pont de l’amitié Chine-Niger, der zweiten Brücke über den Fluss Niger in der Hauptstadt Niamey, von der Volksrepublik China an Niger.
Diallo wurde am 8. Oktober 2010 seines Amts als Regierungskommissar beim Militärtribunal enthoben, am 15. Oktober 2010 wurde er als Minister entlassen und am 16. Oktober festgenommen. Mit Abdoulaye Badié, Aboubakar Amadou Sanda und Abdou Sidikou Issa wurden drei weitere führende Offiziere verhaftet. Der Gruppe wurde vorgeworfen, versucht zu haben, das Regime zu destabilisieren. Nachdem der Oberste Rat für die Wiederherstellung der Demokratie im Januar 2011 die Macht an eine zivile Regierung unter Staatspräsident Mahamadou Issoufou abgegeben hatte, wurden im Mai 2011 alle Vorwürfe fallengelassen und die vier Offiziere freigelassen. Diallo ging danach als Verteidigungsattaché an der Botschaft Nigers in Italien ins Ausland.
Amadou Diallo ist verheiratet und hat vier Kinder.

## Ehrungen
- Offizier des Nationalordens Nigers[1]